# Etmopterus pycnolepis
Etmopterus pycnolepis  (лат.) — вид рода чёрных колючих акул семейства лат. Etmopteridae отряда катранообразных. Обитает в юго-восточной части Тихого океана на глубине до 763 м. Максимальный зарегистрированный размер — 45 см.

## Таксономия
Впервые вид был описан в 1990 году. Голотип —  самка длиной 45,5 см, пойманная в районе подводного хребта Наска на глубине 350 м (25° 40' ю. ш. и 85° 27' з. д.). Паратипы: самцы длиной 44,3 и 45 см, пойманные там же на глубине 743—763 м (25° 08' ю. ш. и 99° 25' з. д.), самка длиной 41,2 см, пойманная там же на глубине 540 м и самец длиной 42, пойманный там же на глубине 410 м. Видовое название происходит от слов др.-греч. pyknos — «плотный», «густой» и др.-греч. λεπίς — «чешуя», «скорлупа».

## Ареал
Etmopterus pycnolepis обитают в юго-восточной части Тихого океана у побережья Чили и Перу, в районе подводных хребтов Наска и Сала-и-Гомес. Эти акулы встречаются на материковом склоне и подводных хребтах на глубине от 330 до 763 м. 

## Биология
Etmopterus pycnolepis, вероятно, размножаются яйцеживорождением.

## Взаимодействие с человеком
Вид не имеет коммерческой ценности. Изредка в качестве прилова попадает в коммерческие глубоководные орудия лова. Данных для оценки Международным союзом охраны природы статуса сохранности вида недостаточно.